# Ambès
Ambès ist eine französische Stadt im Département Gironde in der Region Nouvelle-Aquitaine. Die Gemeinde liegt im Einzugsgebiet der Stadt Bordeaux. Während Ambès im Jahr 1962 über 2046 Einwohner verfügte, zählt man aktuell 3291 Einwohner (Stand 1. Januar 2022). Die Gemeinde wird durch Buslinien der TBC erschlossen.
Die Gemeinde gehört zum Kanton La Presqu’île im Arrondissement Bordeaux.
Die Rebflächen in Ambès sind Teil der Weinbau-Region Entre-Deux-Mers.

## Geographie
Ambès liegt zwischen den Flüssen Garonne und  Dordogne. Die am Zusammenfluss gebildete Spitze heißt Bec d'Ambès (französisch le bec ist der Schnabel). Hier beginnt der Ästuar Gironde.

## Geschichte
Eine Römerstraße durchzog das heutige Gemeindegebiet, die im Volksmund chemin de la vie (Lebensweg) genannt wurde.
Im 17. Jahrhundert wurde mit Hilfe von holländischen Fachleuten das umfangreiche Moorgebiet trockengelegt und danach landwirtschaftlich genutzt.

### Bevölkerungsentwicklung
| 1962 | 1968 | 1975 | 1982 | 1990 | 1999 | 2006 | 2011 | 2017 |
| ---- | ---- | ---- | ---- | ---- | ---- | ---- | ---- | ---- |
| 2046 | 2243 | 2545 | 2715 | 2567 | 2824 | 2910 | 2868 | 3128 |

## Wirtschaft
Bis zur Reblauskrise im Jahr 1860 wurde auf dem Gemeindegebiet intensiv Weinbau betrieben.
In den 1920er Jahren entstand ein Hafen für den Umschlag von Öl und 1930 wurde eine Erdölraffinerie errichtet. 
1957 wurde ein Wärmekraftwerk fertiggestellt.

## Sehenswürdigkeiten
- Kirche Notre-Dame

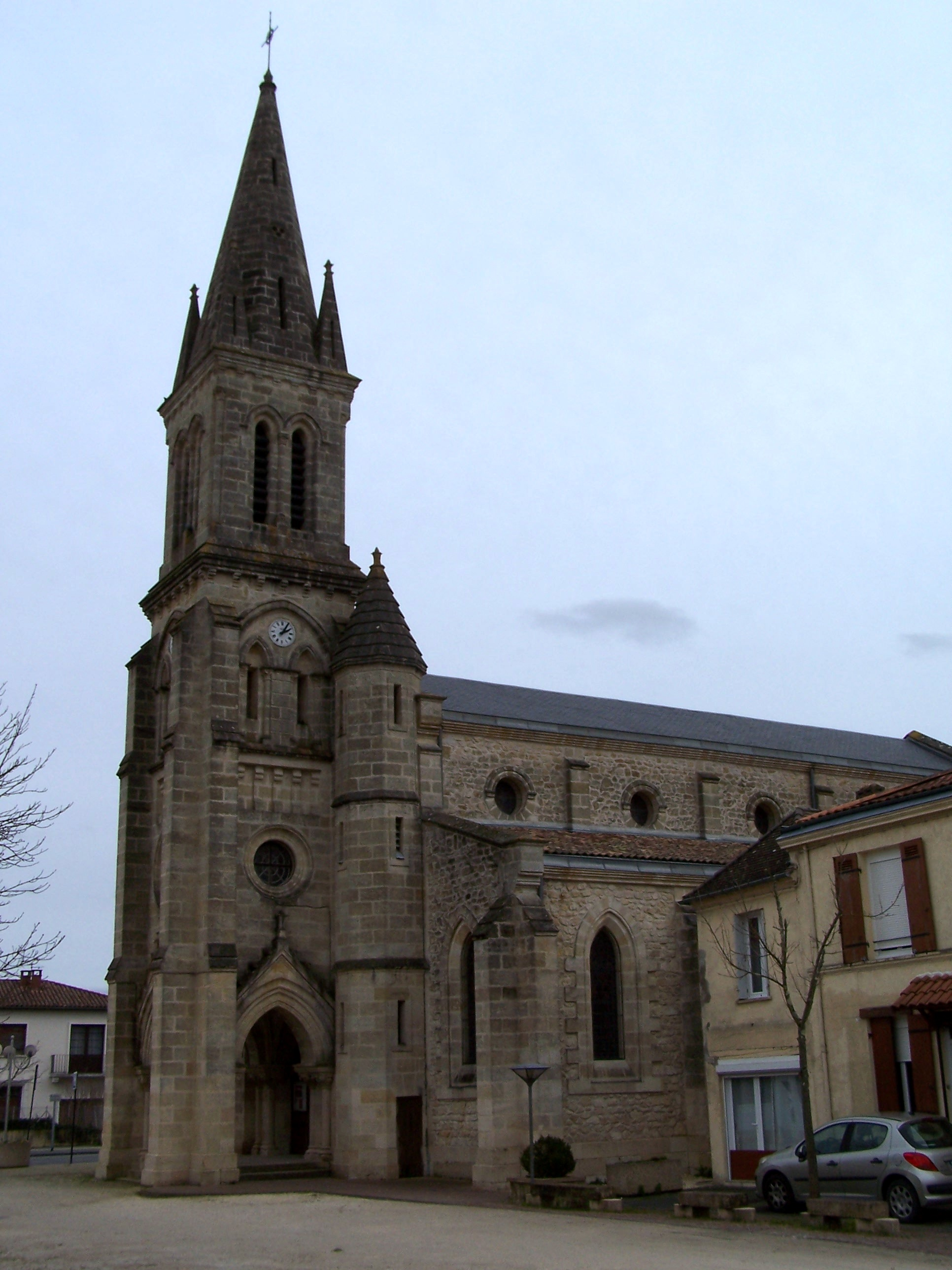
Kirche Notre-Dame

- Schloss Sainte-Barbe (Monument historique)